# Kaskaskia River
Kaskaskia River  er en 523 km lang flod som løber fra nord mod syd i den centrale og sydlige del af delstaten Illinois i USA. Den er en stor biflod til Mississippifloden. Flodsystemets totale afvandingsområde er på 14.950 km². Floden har navn efter indianerstammen Kaskaskia, som levede længere mod nord. 
Floden er en del reguleret, som led i oversvømmesessikringen i Mississippi-bassinet. Shelbyville Lake dannes her av Shelbyville-dæmningen, som dog ikke har kraftproduktion.